# Jerzy Katlewicz
Jerzy Józef Katlewicz (ur. 2 kwietnia 1927 w Bochni, zm. 16 listopada 2015 w Krakowie) – polski dyrygent i pedagog, profesor Akademii Muzycznej w Krakowie, dyrektor Filharmonii im. Karola Szymanowskiego w Krakowie. Dyrygent orkiestr symfonicznych na całym świecie

## Życiorys
Urodził się w rodzinie Stanisława (1891–1977) i Józefy z Jeziorków (1900–1992), młodszy brat Maryli i Ireny. Pierwszych lekcji muzyki udzielał mu ojciec, wieloletni (1919–1962) organista kościoła parafialnego pw. św. Mikołaja Biskupa, który przed przeprowadzką do Bochni był organistą w katedrze lwowskiej. Stanisław prowadził również przez wiele lat Chór Koronacyjny w Bochni.
Następnie pobierał naukę w prywatnej szkole muzycznej pani Gnoińskiej, później był uczniem prof. Jerzego Żurawlewa – inicjatora konkursów chopinowskich, który, wysiedlony z Warszawy po upadku powstania warszawskiego, do 1946 mieszkał w Bochni.
W latach 1945–1946 studiował grę na fortepianie w klasie Jana Hoffmana, a w 1952 ukończył z odznaczeniem dyrygenturę w Państwowej Wyższej Szkole Muzycznej w Krakowie (przekształcona w Akademię Muzyczną) w klasie Artura Malawskiego, także studiował w jego klasie kompozycję oraz fortepian. W latach 1957–1958 wyjeżdżał jako stypendysta na studia do Włoch i Austrii, gdzie doskonalił swoje umiejętności.
Przełomowym punktem jego kariery było zdobycie I nagrody w Konkursie Młodych Dyrygentów we francuskim Besançon w 1955. Wtedy jury pod przewodnictwem kompozytora i dyrygenta Henriego Büssera po raz pierwszy w historii konkursów jednogłośnie przyznało pierwszą nagrodę. W relacji Lucjana Kydryńskiego, opublikowanej w Przekroju nagrodą za wygranie konkursu był złoty zegarek, będący specjalnością mistrzów zegarnictwa miasta, zlokalizowanego przy granicy szwajcarskiej, oraz kwota 100 000 franków.
Od 1947 do 1949 pracował jako organista w kościele św. Mikołaja w Bochni (zastępował chorego ojca), w latach 1949–1952 był kierownikiem muzycznym teatru „Groteska” w Krakowie. W latach 1952–1957 kierownik muzyczny i I dyrygent opery oraz dyrygent Państwowej Filharmonii Krakowskiej; 1958–1961 dyrygent orkiestry i dyrektor artystyczny Filharmonii w Poznaniu.
W latach 1961–1968 kierownik artystyczny i I dyrygent Państwowej Opery i Filharmonii Bałtyckiej w Gdańsku. Tam w wyniku współpracy Jerzego Katlewicza i kierującej zespołem baletowym Państwowej Opery Bałtyckiej Janiny Jarzynówny-Sobczak powstał nowoczesny balet o znaczeniu ogólnopolskim, wprowadzający m.in. na scenę dzieła współczesnych polskich kompozytorów.
Od 1968 kierownik artystyczny i dyrygent a od 1971 do 1981 dyrektor Filharmonii w Krakowie, będąc najdłużej odpowiedzialną za artystyczny wizerunek osobą w historii filharmonii.
W 1970 założył chór kameralny z orkiestrą Capella Cracoviensis.
Kierował Orkiestrą Symfoniczną i Chórem PRiTV w Krakowie. W latach 1979–1982 kierownik artystyczny Noordhollands Philharmonisch Orkest w Haarlemie w Holandii.
Uznawany za doskonałego interpretatora utworów oratoryjnych i oratoryjno-kantatowych dawniejszych epok i XX wieku, a zwłaszcza Krzysztofa Pendereckiego – prowadził pierwsze polskie wykonania Jutrzni, Kosmogonii oraz Magnificatu tegoż kompozytora. Kontynuując pionierską inicjatywę Henryka Czyża, przyczynił się do popularyzacji w świecie dzieł Krzysztofa Pendereckiego. W emploi sztuki dyrygenckiej Jerzego Katlewicza szczególne miejsce zajmowały zawsze wielkie formy wokalno-instrumentalne, które z determinacją prezentował w krakowskich świątyniach w latach, gdy tego rodzaju inicjatywy napotykały na trudności ze strony władz politycznych.
Jako pierwszy kreował wykonania dzieł kompozytorów polskich, m.in. Zbigniewa Bujarskiego, Henryka Mikołaja Góreckiego, Stefana Kisielewskiego, Krystyny Moszumańskiej-Nazar, Kazimierza Serockiego, Marka Stachowskiego, Tadeusza Szeligowskiego, Adama Walacińskiego.
Towarzyszył solistom, m.in. Marcie Argerich, Witoldowi Małcużyńskiemu, Maurizio Polliniemu, Arturowi Rubinsteinowi, Krystianowi Zimermanowi, Ewie Bandrowskiej-Turskiej, Kai Danczowskiej, Gidonowi Kremerowi, Fu Congowi oraz Swiatosławowi Richterowi.
Występował w krajach Europy, jak również w Japonii, Mongolii, Chinach, Australii, Nowej Zelandii oraz w Ameryce Środkowej (Kuba, Meksyk) i na Bliskim Wschodzie (Liban i Iran). Brał udział w festiwalach muzycznych w kraju za granicą: Maggio Musicale Fiorentino, Edinburgh Festival, Sagra Musicale Umbra, Holland Festival, Warszawskiej Jesieni, Wratislavia Cantans, festiwal im. Gulbenkiana (Portugalia), Beethovena, Festiwalu Flandryjskim, w Hamburgu, w Perugii, w Bergen, w Rimini, w Bonn, czy w Lyonie.
Prowadził takie orkiestry jak: RAI Roma, RAI Torino, RAI Milano, Orkiestra Narodowa Meksyku, Conservatoire Paris, RTB Bruxelle, Maggio Musicale Fiorentino, Gulbenkian Lizbona, Orkiestra Radia i Telewizji w Moskwie, National Orchestra TV Paris, FOK Praha, Orkiestra Radia Hilversum, Teatro dell Opera Roma, Accademia di Santa Cecilia Roma, oraz orkiestry filharmoniczne w Atenach, Barcelonie, Bratysławie, Budapeszcie, Bukareszcie, Lubljanie i Rotterdamie.
Od 1972 prowadził klasę dyrygentury w Państwowej Wyższej Szkole Muzycznej w Krakowie, w 1983 otrzymał tytuł profesora nadzwyczajnego, a w 1990 profesora zwyczajnego. W latach 1979–1999 był jurorem Międzynarodowego Konkursu Dyrygenckiego im. Grzegorza Fitelberga w Katowicach. Od 1948 roku był członkiem Stowarzyszenia Polskich Artystów Muzyków SPAM i Stowarzyszenia Autorów ZAiKS.
Pod jego batutą wykonywane było najbardziej znane dzieło Henryka Mikołaja Góreckiego, czyli III Symfonia zwana też Symfonią pieśni żałosnych. Wykonana została po raz pierwszy w 1976 na Festiwalu Muzyki Współczesnej Warszawska Jesień, potem również za granicą, ale nie wzbudziła wtedy większego zainteresowania. W 1992 roku akcja promocyjna sprawiła, że kompozycja ta trafiła na światowe listy przebojów, nie tylko muzyki poważnej, po nagraniu jej przez amerykańską śpiewaczkę Dawn Upshaw. Nagrań III Symfonii dokonały m.in. polskie śpiewaczki: Stefania Woytowicz i Zofia Kilanowicz.
Pod dyrekcją Jerzego Katlewicza wykonano po raz pierwszy 14 września 1979 r. w Bydgoszczy nawiązujący do tragicznej śmierci Mieczysława Karłowicza utwór Wojciecha Kilara Siwa mgła na baryton i orkiestrę, wraz z orkiestrą Filharmonii Krakowskiej ilustrował muzycznie telewizyjną wersję słynnego spektaklu Starego Teatru w Krakowie Noc Listopadowa w reż. Andrzeja Wajdy.
Dyrygowana przez Jerzego Katlewicza Wielka Orkiestra Symfoniczna Polskiego Radia i Telewizji w Katowicach z udziałem Stefanii Woytowicz w latach 90. XX wieku dokonała zapisu na płycie CD III Symfonii Góreckiego. Utwory pod dyrekcją Katlewicza wykorzystane zostały w filmach: Sztuka kochania (1989) i w adaptacji powieści Żeromskiego Dzieje grzechu (1975).
1 stycznia 1997 orkiestra Państwowej Filharmonii Bałtyckiej pod jego batutą wzięła udział w oprawie muzycznej uroczystej mszy celebrowanej w rzymskiej bazylice św. Piotra przez Jana Pawła II, którą zainaugurowano obchody 1000-lecia Gdańska.
Uchwałą Nr XXIV/244/2000 z dnia 26 października 2000 r. Rada Miejska w Bochni nadała prof. Jerzemu Katlewiczowi tytuł Honorowego Obywatela Królewskiego Miasta Bochni.
W 2002 nominowany do nagrody Fryderyka w sekcji muzyki klasycznej.
Podczas ostatniego koncertu orkiestry Filharmonii Krakowskiej pod jego batutą w lutym 2007 wybrzmiała V Symfonia Ludwiga van Beethovena, tzw. „Symfonia przeznaczenia”.
Jerzy Katlewicz był fundatorem rokrocznego stypendium dla wyróżniających się studentów Akademii Muzycznej w Krakowie.
Jego uczniami byli m.in.: Rafał Delekta, Paweł Przytocki, Tomasz Tokarczyk, Krzysztof Dziewięcki, Tomasz Chmiel i Piotr Sułkowski.
Był mężem Ireny Anny z domu Augustyn (1929–1995), sopranistki lirycznej w składzie pierwszych Madrygalistów Capelli Cracoviensis, ojciec Katarzyny Marii (1959–2001), harfistki, i Beaty (ur. 1962), skrzypaczki i nauczycielki.
Zmarł 16 listopada 2015 w Krakowie, pochowany w grobie rodzinnym na cmentarzu Rakowickim (kwatera PAS 92-1d).

## Dorobek artystyczny
- 7 listopada 1949 – Cyrk Tarabumba, Gwidon Miklaszewski, dyrygent, Teatr Lalki i Aktora „Groteska”, Kraków
- 26 lutego 1950 – Konik Garbusek, Piotr Jerszow, dyrygent, Teatr Lalki i Aktora „Groteska”, Kraków
- 5 lipca 1950 – Złota rybka, Jelizawieta Tarachowska, opracowanie muzyczne, Teatr Lalki i Aktora „Groteska”, Kraków
- marzec 1951 – Złota rybka, Jelizawieta Tarachowska, ilustracja muzyczna, Teatr Lalki i Aktora „Baj Pomorski”, Toruń
- 10 marca 1951 – Nowe szaty króla, Aleksander Maliszewski, dyrygent, Teatr Lalki i Aktora „Groteska”, Kraków
- 4 listopada 1951 – Baśń o pięciu braciach, Siergiej Obrazcow, Siergiej Prieobrażenski, muzyka, dyrygent, Teatr Lalek „Groteska”, Kraków
- 21 listopada 1951 – Maciej Kłosek, Jarema Władysław, opracowanie muzyczne, Teatr Lalka, Warszawa
- 20 grudnia 1951 – Mistrz Piotr Pathelin, opracowanie muzyczne, Teatr Lalek „Groteska”, Kraków
- 31 maja 1952 – Baśń o Wielkim Iwanie, Siergiej Obrazcow, Siergiej Prieobrażenski, muzyka, Teatr Lalek, Gdańsk
- 13 listopada 1952 – Złocisty baranek, Ksenia Sznajder, muzyka, Teatr Lalek „Groteska”, Kraków
- 20 listopada 1952 – Hurra 15:0, Kazimierz Zwoliński, Leszek Śmigielski, muzyka, Teatr Lalek „Groteska”, Kraków
- 12 grudnia 1953 – Antena w karczmie „Rzym”, Janina Morawska, muzyka, Teatr Lalek „Groteska”, Kraków
- 17 maja 1954 – Madame Butterfly, Giacomo Puccini, kierownictwo muzyczne, Opera Krakowskiego Towarzystwa Operowego, Kraków
- 5 czerwca 1954 – Latarnia, Alois Jirásek, muzyka, Teatr Lalek „Groteska”, Kraków
- 10 lutego 1955 – Awantura w Pacynkowie, Josef Pehr, Leo Spáčil, muzyka, Teatr Lalek „Groteska”, Kraków
- 18 maja 1955 – Baśń o wielkim Iwanie, Siergiej Obrazcow, Siergiej Prieobrażenski, muzyka, Teatr Lalek „Rusałka”, Szczecin
- 18 września 1955 – Baśń o pięciu braciach, Siergiej Obrazcow, Siergiej Prieobrażenski, muzyka, Teatr Lalki i Aktora „Baj Pomorski”, Toruń
- grudzień 1955 – Złota rybka, Jelizawieta Tarachowska, muzyka, Teatr Lalek „Groteska”, Kraków
- 10 maja 1956 – Madame Butterfly, Giacomo Puccini, kierownictwo muzyczne, dyrygent, Opera Krakowskiego Towarzystwa Operowego, Kraków
- 28 kwietnia 1957 – Awantura w Pacynkowie, Josef Pehr, Leo Spáčil, muzyka, Stanisław Stapf, Teatr Lalki i Aktora „Baj Pomorski”, Toruń
- 31 sierpnia 1957 – Awantura w Pacynkowie, Josef Pehr, Leo Spáčil, muzyka, Teatr Lalki i Aktora „Miniatura”, Gdańsk
- 22 września 1957 – Cyrulik sewilski, Gioacchino Rossini, kierownictwo muzyczne, dyrygent, Opera Krakowskiego Towarzystwa Operowego, Kraków
- 17 marca 1958 – Halka, Stanisław Moniuszko, dyrygent, Miejski Teatr Muzyczny – Opera i Operetka, Kraków
- 25 kwietnia 1958 – Awantura w Pacynkowie Josef Pehr, Leo Spáčil, muzyka, Teatr Lalki i Aktora „Marcinek”, Poznań
- 1958 – Peter Grimes, Benjamin Britten, polska prapremiera[28], Opera i Filharmonia Bałtycka, Gdańsk
- 5 kwietnia 1959 – Awantura w Pacynkowie, Josef Pehr, Leo Spáčil, muzyka, Teatr Lalki i Aktora, Lublin
- 15 marca 1960 – Wesele w Ojcowie (wznowienie), Karol Kurpiński, kierownictwo muzyczne, Opera i Filharmonia Bałtycka, Gdańsk
- 5 grudnia 1960 – Złota rybka, Jelizawieta Tarachowska, muzyka, Teatr Lalek „Groteska”, Kraków
- 31 października 1961 – Cyganeria, Giacomo Puccini, kierownictwo muzyczne, Opera i Filharmonia Bałtycka, Gdańsk
- 22 grudnia 1961 – Mistrz Piotr Pathelin, muzyka, Teatr Dzieci Zagłębia, Będzin
- 27 lutego 1962 – Orfeusz i Eurydyka, Christoph Willibald Gluck, kierownictwo muzyczne, Opera i Filharmonia Bałtycka, Gdańsk
- 16 kwietnia 1962 – Dziadek do orzechów, Piotr Czajkowski, kierownictwo muzyczne, Opera i Filharmonia Bałtycka, Gdańsk
- 16 czerwca 1962 – Rigoletto, Giuseppe Verdi, kierownictwo muzyczne, Opera i Filharmonia Bałtycka, Gdańsk
- 6 listopada 1962 – Kniaź Igor, Aleksandr Borodin, kierownictwo muzyczne, Opera i Filharmonia Bałtycka, Gdańsk
- 15 marca 1963 – Carmen, Georges Bizet, konsultant muzyczny, Opera i Filharmonia Bałtycka, Gdańsk
- 11 października 1963 – Złota rybka, Władysław Jarema, muzyka, Teatr Ludowy, Kraków-Nowa Huta
- 9 października 1964 – Wesołe kumoszki z Windsoru, Otto Nicolai, kierownictwo muzyczne, dyrygent, Opera i Filharmonia Bałtycka, Gdańsk
- 26 lutego 1965 – Żywot rozpustnika, Igor Strawinski, kierownictwo muzyczne, dyrygent, prapremiera polska[28][29], Opera i Filharmonia Bałtycka, Gdańsk
- 28 maja 1965 – Pan Twardowski, Ludomir Różycki, kierownictwo muzyczne, Opera i Filharmonia Bałtycka, Gdańsk
- 10 lipca 1965 – Baron cygański, Johann Strauss, kierownictwo muzyczne, dyrygent, Opera i Filharmonia Bałtycka, Gdańsk
- 20 maja 1967 – Polskie balety, Juliusz Łuciuk, Zbigniew Turski, kierownictwo muzyczne, dyrygent, Opera i Filharmonia Bałtycka, Gdańsk
- 6 listopada 1967 – Pancernik Patiomkin, kierownictwo muzyczne, dyrygent, Opera i Filharmonia Bałtycka, Gdańsk[30]
- 20 grudnia 1967 – Otello, Giuseppe Verdi, dyrygent, Opera i Filharmonia Bałtycka, Gdańsk
- 19 października 1968 – Turandot, Giacomo Puccini, kierownictwo muzyczne, dyrygent, Opera i Filharmonia Bałtycka, Gdańsk
- 25 września 1999 – Cyrulik sewilski albo daremna przezorność, Gioacchino Rossini, kierownictwo muzyczne, Państwowa Opera Bałtycka, Gdańsk

Źródło:.

## Ordery i odznaczenia
- Krzyż Komandorski z Gwiazdą Orderu Odrodzenia Polski (5 listopada 1993)[32]
- Złoty Medal „Zasłużony Kulturze Gloria Artis” (6 czerwca 2006)[33]
- Medal św. Wojciecha (2000)[34]
- Odznaka 1000-lecia Państwa Polskiego (1965)[31]
- Odznaka tytułu honorowego „Zasłużony dla Kultury Narodowej” (1988)[31]
- Złota Odznaka Honorowa Województwa Małopolskiego - Krzyż Małopolski (2014)[35]
- Odznaka honorowa „Zasłużonym Ziemi Gdańskiej” (1967)[31]
- Odznaka „Honoris Gratia” za zasługi dla Krakowa (2009)
- Odznaka honorowa „Za zasługi dla m. Gdańska” (1965)[31]
- Medal Filharmonii im. Karola Szymanowskiego Krakowie z okazji jubileuszu 70-lecia jej działalności (2015)[36]
- Order Świętego Grzegorza Wielkiego w 50-lecie działalności artystycznej (Watykan, 1999)[37]
- Krzyż Pro Ecclesia et Pontifice za popularyzację arcydzieł muzyki sakralnej (Watykan, 1993)[15]

## Nagrody
- Nagroda Ministra Kultury i Sztuki II stopnia (1967)[31]
- Nagroda Miasta Gdańska (1967, 2000)
- Nagroda Miasta Krakowa (1971)
- Dyplom Ministra Spraw Zagranicznych „za wybitne zasługi w propagowaniu kultury polskiej za granicą” (1974, 1989)
- Doroczna Nagroda Związku Kompozytorów Polskich „za wybitne zasługi w propagowaniu polskiej muzyki współczesnej” (1986)[38]
- Dyplom Ministra Spraw Zagranicznych „za upowszechnianie kultury polskiej za granicą w 1988” (1989)[31]
- Nagroda Ministra Kultury i Sztuki I stopnia „za wybitne osiągnięcia artystyczne i pedagogiczne” (1995)
- Nagroda Krakowskiej Fundacji Kultury Polskiej (1995)[10]

Źródło:.